# Toray Industries
Toray Industries — японская химическая корпорация, входящая в состав группы Mitsui. Штаб-квартира расположена в Токио. В списке крупнейших компаний мира Forbes Global 2000 в 2022 году заняла 1001-е место.

## История
Компания была основана в 1926 году под названием Toyo Rayon Company для производства вискозы (искусственного шёлка) группой Мицуи; до этого группа импортировала вискозу, производимую британской компанией Courtaulds. К середине 1930-х годов компания стала вторым крупнейшим в Японии производителем вискозы. Уже в 1939 году компании удалось начать производство нейлона, массовое производство которого DuPont начала всего годом ранее. За годы Второй мировой войны производство вискозы резко сократилось (с 18 200 тонн в 1937 году до 345 тонн в 1945 году), поскольку часть предприятий была переведена на производство военной продукции. Довоенный уровень производства вискозы был достигнут в середине 1950-х, также Toyo Rayon возобновила производство нейлона, однако теперь ей пришлось приобрести у DuPont на него лицензию. В 1957 году у британской компании Imperial Chemical Industries была куплена лицензия на производство полиэстера в Японии. Хотя лицензии стоили недёшево, производство нейлона и полиэстера приносило большие прибыли, в Японии у Toyo Rayon был лишь один крупный конкурент — Teikoku Jinken. В 1958 году было начато производство акрилового волокна по собственной технологии. К середине 1960-х годов Toyo Rayon стала третьим крупнейшим в мире производителем синтетических волокон (после DuPont и Monsanto).
В 1970 году компаний сменила название на Toray Industries, Inc. К этому времени производство вискозы было почти прекращено, компания начала осваивать производство различной нефтехимической продукции, включая сырьё для синтетических волокон. Нефтяной кризис 1973 года значительно ухудшил положение Toray Industries, было проведено сокращение персонала (с 19 тыс. в 1975 году до 10 тыс. в 1987 году), значительно снизилась доля текстильной продукции в выручке компании. В 1988 году Toray Industries начала расширение деятельности за рубеж — в страны Юго-Восточной Азии, США, а также во Францию, где была создана дочерняя компания по производству углеродного волокна, и другие страны Европы.

## Руководство
Акихиро Никкаку (Akihiro Nikkaku) — президент с 2010 года, главный исполнительный директор с 2020 года; в компании с 1973 года.

## Деятельность
Основные подразделения по состоянию на март 2023 года:
- Волокна и текстиль — производство синтетических волокон (нейлон, полиэстер, акрил), тканей и готовых изделий из них; выручка 1001 млрд иен.
- Эксплуатационные химикаты — производство промежуточных веществ для производства синтетических волокон, полиэтилена, полипропилена, АБС-пластика, химикатов для полупроводниковой промышленности; выручка 930 млрд иен.
- Композиты — композитные материалы на основе углеродного волокна; выручка 282 млрд иен.
- Строительство и оборудование — производство промышленного оборудования, строительных материалов, систем очистки воды, проектирование и строительство; выручка 273 млрд иен.
- Фармацевтика — производство лекарственных препаратов и медицинского оборудования; выручка 54 млрд иен.

Выручка группы за 2022/23 финансовый год составила 2,489 трлн иен, из них 971 млрд иен пришлось на Японию, 499 млрд иен — на Китай, 490 млрд иен — на другие страны Азии, 589 млрд иен — на другие регионы.
|                     | 2012  | 2013  | 2014  | 2015  | 2016  | 2017  | 2018  | 2019  | 2020  | 2021  | 2022  | 2023  |
| ------------------- | ----- | ----- | ----- | ----- | ----- | ----- | ----- | ----- | ----- | ----- | ----- | ----- |
| Оборот              | 1589  | 1592  | 1838  | 2011  | 2104  | 2026  | 2205  | 2389  | 2091  | 1884  | 2229  | 2489  |
| Чистая прибыль      | 64,22 | 48,48 | 59,61 | 71,02 | 90,13 | 99,42 | 95,92 | 79,37 | 84,23 | 45,79 | 84,24 | 72,82 |
| Активы              | 1582  | 1732  | 2120  | 2358  | 2278  | 2397  | 2576  | 2789  | 2734  | 2849  | 3044  | 3194  |
| Собственный капитал | 627,1 | 724,2 | 859,0 | 985,7 | 945,6 | 1021  | 1091  | 1131  | 1116  | 1238  | 1406  | 1535  |

## Дочерние компании
Основные дочерние компании по состоянию на 31 марта 2023 года:
- Toray International, Inc. (Япония, 100 %)
- Chori Co., Ltd. (Япония, 52,8 %)
- Toray Engineering Co., Ltd. (Япония, 100 %)
- Toray Plastics (America), Inc. (США, 100 %)
- Toray Composite Materials America, Inc. (США, 100 %)
- Zoltek Companies, Inc. (США, 100 %)
- Alcantara S.p.A. (Италия, 70 %)
- Thai Toray Synthetics Co., Ltd. (Таиланд, 90 %)
- Toray Plastics (Malaysia) Sdn. Berhad (Малайзия, 100 %)
- Toray Sakai Weaving & Dyeing (Nantong) Co., Ltd. (КНР, 84,8 %)
- Toray Advanced Materials Korea Inc. (Республика Корея, 100 %)